# Pádraig Harrington
Pádraig Peter Harrington (Dublino, 31 agosto 1971) è un golfista irlandese.
Ha conquistato 3 tornei Major: l'Open Championship nel 2007 e 2008 e il PGA Championship sempre nel 2008.
Ha iniziato a far parte dello European Tour nel 1996, mentre nel 2005 ha iniziato a gareggiare anche nel PGA Tour statunitense.
Complessivamente in carriera ha vinto 24 tornei.

## Biografia
Harrington è nato a Dublino, in Irlanda, il più giovane dei cinque figli di Patrick e Breda Harrington. Suo padre, "Paddy" (1933-2005), che giocava a calcio gaelico per il Cork negli anni '50, era anche lui pugile e lanciatore e giocava a golf con handicap cinque.
È cresciuto a Rathfarnham, una zona nella parte sud di Dublino e luogo di nascita di altri due golfisti professionisti, Paul McGinley e Peter Lawrie.

### Vita privata
Harrington ha conosciuto sua moglie Caroline fin dall'infanzia. Si sono sposati nel 1997 e hanno due figli: Patrick, nato nel 2003, e Ciarán, nato nel novembre 2007.
Il fratello maggiore di Harrington, Tadhg, è un allenatore di golf professionista che possiede e insegna alla Harrington Golf Academy a Dublino, in Irlanda.
Harrington è un lontano cugino dell'ex quarterback della NFL Joey Harrington e del campione e autore delle World Series of Poker del 1995 Dan Harrington.

## Tornei Major

### Vittorie (3)
| Anno | Campionato                | 54 buche           | Punteggio di vittoria | Margine   | Secondo/i                 |
| ---- | ------------------------- | ------------------ | --------------------- | --------- | ------------------------- |
| 2007 | The Open Championship     | 6 colpi di deficit | −7 (69-73-68-67=277)  | Playoff1  | Sergio García             |
| 2008 | The Open Championship (2) | 2 colpi di deficit | +3 (74-68-72-69=283)  | 4 colpi   | Ian Poulter               |
| 2008 | PGA Championship          | 3 colpi di deficit | −3 (71-74-66-66=277)  | 2 strokes | Sergio García, Ben Curtis |

1Ha sconfitto García in un playoff a quattro buche con 1 colpo: Harrington (3-3-4-5=15), García (5-3-4-4=16)